# Eleanor Alberga
Eleanor Alberga, née le 30 septembre 1949 à Kingston, est une compositrice jamaïcaine de musique contemporaine.

## Biographie
Eleanor Alberga est née à Kingston, en Jamaïque. Elle décide, à l'âge de cinq ans, d'être pianiste de concert et commence à composer de courtes pièces. Elle étudie l'École de Musique de la Jamaïque et en 1970 elle remporte la West Indian Associated Board Scholarship qui lui permet d'étudier à la Royal Academy of Music de Londres. Après avoir terminé ses études elle joue en tant que pianiste de concert. En 2001 elle termine sa carrière de pianiste de concert et se concentre à plein temps sur la composition. Elle reçoit une bourse de la NESTA.
Alberga travaille en tant que professeure invitée à la Royal Academy of Music. Elle a été pianiste et directrice musicale pour le London Contemporary Dance Theatre et est membre de la Jamaican Folk Singers and an African dance company.
Ses œuvres ont été jouées par l'Orchestre philharmonique royal, par l'Orchestre philharmonique de Londres, par le Bournemouth Sinfonietta, par les London Mozart Players et par l'Orchestre philharmonique des femmes (en) de San Francisco.
Elle a épousé le violoniste Thomas Bowes en 1992 et joue avec lui dans le duo Double Exposition.

## Œuvres

### Opéra
- Letters of a Love Betrayed

### Orchestre
- Roald Dahl's "Snow White and the Seven Dwarfs"
- Violin Concerto (dedicated to Thomas Bowes)
- Mythologies

### Musique de chambre
- Sun Warrior
- Chamber ensemble version of Roald Dahl's "Snow White and the Seven Dwarfs"
- Nightscape (The Horniman Serenade)
- Animal Banter
- Dancing with the Shadow
- String Quartet No. 1
- String Quartet No. 2
- Glinting Glancing Shards
- Remember
- Clouds
- On a Bat's Back I do Fly
- Suite from Dancing with the Shadow
- String Quartet No. 3
- Succubus Moon
- Shinning gate of Morpheus

### Solos/Duos
- Resolution
- Duo from Dancing with the Shadow
- The Wild Blue Yonder
- No-Man's Land Lullaby

### Piano solos
- Jamaican Medley
- Ice Flow
- Only a Wish Away
- Fizz
- If The Silver Bird Could Speak

### Piano, 2 à 6 musiciens
- 3-Day Mix
- Two-Piano Suite
- Hill & Gully Ride
- Chasm

### Vocal
- Her Lament: One Cezanne Apple

### Choral
- De Profundis
- My Heart Danceth